# Kalambury
Kalambury – drużynowa gra towarzyska. Wbrew nazwie nie ma ona wiele wspólnego z kalamburem.

## Zasady
Celem zabawy jest odgadywanie haseł. W każdej kolejce poszczególna drużyna odgaduje hasło lub hasła, przedstawiane przez jednego członka grupy. Z tego powodu często wymaga się, aby drużyna składała się z co najmniej 3 osób. W poszczególnych etapach zabawy hasła przedstawiane są gestami (pantomima) lub rysunkami (elementy rebusu). Zarówno podczas pokazywania, jak i rysowania, nie wolno używać słów, ani wydawać innych dźwięków.
Ponadto, podczas rysowania, nie można uciekać się do gestów oraz pisać wyrazów (czasem nawet poszczególnych liter lub cyfr). Natomiast, podczas pokazywania, nie wolno wskazywać na osoby lub rzeczy, będące w pobliżu pokazującego. Wielu organizatorów kalamburów zabrania też wykorzystywania własnych ubrań do określania kolorów.
Gra jest szczególnie popularna (zwłaszcza odmiana z pokazywaniem) w fandomie fantastycznym. Niemal na każdym konwencie fanów w Polsce jednym z punktów programu jest konkurs kalamburów.

### Strategie pokazywania/rysowania
Na samym początku zwykle pokazuje się ile słów liczy hasło, oraz które z nich są spójnikami, zaimkami itp. Często określa się, do jakiej hasło należy kategorii (tytuł filmu, książki, cytat, itd). Osoba pokazująca powinna poinformować gestami, czy pokazuje całe hasło czy jedno ze słów (a jeśli tak, to które). Zawodnicy często grający we wspólnym składzie szybko wypracowują symbole i gesty, które służą do pokazywania pojęć abstrakcyjnych, bądź też mają pomóc w odgadnięciu właściwego hasła. I tak, wiele drużyn potrafi pokazać, z jakiego języka pochodzi słowo, jaką jest częścią mowy oraz jakie są jego rodzaj i osoba, potrafi też rozbić je na sylaby by pokazać każdą osobno. Popularnymi gestami są: „brzmi jak”, stosowane do pokazania łatwiejszego słowa o podobnym brzmieniu („temat" i „lemat”), „nazwa” który wskazuje, że słowo-klucz jest nazwą własną (np. Mercedes, Indiana Jones, Francja), bądź „negacja” mająca na celu odwrócenie znaczenia danego słowa (np. zamiana słowa "być" na "niebyt"). W kalamburowych grach często się stara przedstawić jakieś przysłowia lub hasła konkretne (jak np. czapka niewidka). Bardzo często też używa się kart do gry.

## Warianty

### Bezdrużynowy
Istnieje wariant gry „bezdrużynowy”. Wśród grupy osób, jedna wymyśla sobie hasło po czym pokazuje/rysuje je pozostałym osobom. Od tej pory kiedy ktoś zgadnie hasło zastępuje osobę aktualnie pokazującą/rysującą i zaczyna pokazywać/rysować hasło, które dostaje od tej osoby, która pokazywała jako ostatnia. Gra się do znudzenia.

### Gra planszowa
Gra o bardziej rywalizacyjnym charakterze. W grze gracze obowiązkowo używają zestawu gry który składa się z: poszczególnych kart z licznymi hasłami (może być ich bardzo dużo), planszy do gry, dwóch pionków. W grze muszą uczestniczyć 4 osoby, a gra powinna być ograniczona czasowo (2 min na hasło). Gracze dzielą się na drużyny dwuosobowe z których każda dysponuje jednym pionkiem. Pionek ustawia się na polu startowym i po wyrzuceniu kością do gry przesuwa się o tyle oczek ile wypadło i w zależności od pola na którym stoi, jeden z graczy musi narysować lub pokazać (w opisany wcześniej sposób) odgadującemu hasło wylosowane poprzez karty do gry. W trakcie gry gracze również mogą napotkać inne pola które mogą ułatwić przegrywającemu grę (np. gracze poprzez to pole mogą cofnąć się do przodu/tyłu, stracić kolejkę lub wrócić na start).